# Teatro di San Francesco d'Albaro
Il Teatro di San Francesco è stato un teatro italiano. Aveva sede nell'allora comune di San Francesco d'Albaro (dal 1870 parte del comune di Genova). L'edificio fu demolito sul finire dell'Ottocento.

## Storia
All'inizio della via Albaro vi era un teatro, il Teatro da San Francesco, di cui si ha traccia dagli Avvisi, diventati poi la Gazzetta Nazionale della Liguria, dal 1778 al 1797, e dai quali si apprende che vi si tenevano opere comiche in musica tenute da artisti che in estate venivano a continuare le recite sospese per "le calure" al Teatro Sant'Agostino. Vi si tenevano anche "feste da ballo, frequentate da numeroso pubblico convenuto da San Francesco e da persone provenienti dalla Capitale", che il biglietto d'ingresso costava 30 soldi e l'abbonamento a tutta la stagione 32 lire. Qui si tenne la prima genovese de L'italiana in Algeri di Gioacchino Rossini.
Secondo varie fonti, questo primo teatro venne distrutto da un incendio causato dai patrioti della Guardia Nazionale o da truppe del generale francese Duphot al quale era stata affidata la difesa di Genova dopo la sommossa tentata il 4 settembre 1797 dai contadini di Albaro e della val Bisagno contro la Repubblica Ligure, che si era instaurata nel giugno dello stesso anno sul modello francese.
L'8 settembre 1810 il teatro fu riaperto in un edificio di proprietà del marchese Ridolfo Pallavicini, come riportato dalla Gazzetta di Genova:
(Gazzetta di Genova)
A quell'epoca, in cui la Liguria era stata annessa al Primo Impero francese, il biglietto d'ingresso era gravato da una sovrattassa a favore del Burò di Bienfaisance d'Albaro, in base a un decreto della prefettura che stabiliva:
Verso la fine dell'Ottocento, nel 1890, il teatro venne chiuso e l'edificio che l'ospitava demolito per lasciare spazio a nuovi edifici residenziali.
Non era l'unico teatro in Albaro, all'epoca si hanno notizie anche di una sala interna alla villa La Delizia del conte Leopoldo Doria in San Luca d'Albaro, che nel 1783 ospitò la rappresentazione di una farsa in due atti: La nuova riconciliazione.